# Vous n'en avez jamais rêvé...
Pour plus de détails, voir Fiche technique et Distribution.
Vous n’en avez jamais rêvé... (Вам и не снилось…) est un film soviétique réalisé par Ilia Frez, sorti en 1981,, c'est l'adaptation cinématographique de la nouvelle éponyme de Galina Chtcherbakova.

## Fiche technique
- Photographie : Gasan Toutounov
- Musique : Alekseï Rybnikov
- Décors : Alexandre Dikhtiar, Viktor Vlaskov, Marina Tomachevskaia
- Montage : Lidia Rodionova

## Distribution
- Tatiana Aksiuta : Katya Shevchenko
- Nikita Mikhaïlovski : Roman Lavochkin (voix par Alexander Soloviev)
- Elena Solovei : Tatyana Koltsova, professeur de littérature
- Irina Mirochnitchenko : Lyudmila Sergeevna, la mère de Katya
- Lidiya Fedoseyeva-Shukshina : Vera Vasilievna Lavochkina, la mère de Roman
- Albert Filozov : Konstantin Lavochkin, le père de Roman
- Tatiana Pelttser : la grand-mère de Roman
- Rufina Nifontova : la mère de Tatyana Nikolaevna
- Yevgeny Gerasimov : Oncle Volodia, le beau-père de Katya
- Leonid Filatov : Mikhail Slavin, l'amant de Tatiana Nikolaevna
- Vadim Kurkov : Sashka Ramazanov, camarade de classe de Roman
- Yekaterina Vasilyeva : Alena Startseva, camarade de classe de Roman
- Nina Mazaeva : Maria Alekseevna, la directrice de l'école
- Lioubov Sokolova : Lisa, le facteur
- Natalia Martinson : Ella, la petite amie de Tatiana Nikolaevna
- Lyubov Maikova : assistant de laboratoire
- Alexander Karin : professeur d'éducation physique
- Valentin Golubenko : porteur de meubles
- Elena Maïorova : Zoya, la voisine de Katya
- Vladimir Prikhodko : chauffeur de taxi (voix par Yuri Sarantsev)
- Dmitry Polonsky : camarade de classe dans un chapeau